# African Burial Ground National Monument
De African Burial Ground (volledig: African Burial Ground National Monument, Nederlands: Afrikaanse begraafplaats) is een herdenkingsplaats en nationaal monument in de stad New York op een plek waar sinds de 17e en 18e eeuw de resten van 400 Afrikanen begraven liggen. Het herdenkingsmonument ligt op de hoek van Elk Street en Duane Street in Lower Manhattan.
De resten werden in 1991 gevonden tijdens de bouw van een kantoorgebouw van de federale Amerikaanse overheid aan Broadway. De bouw werd tijdelijk stilgelegd om de resten te bewaren en om het ontwerp van het gebouw te herzien zodat er voldoende ruimte overbleef voor een herdenkingsmonument. De vondst gaf aanleiding tot enige controverse in de zwarte gemeenschap van New York omdat er geen zwarte archeologen aan de opgraving deelnamen. In reactie hierop werd het beheer van de site overgedragen aan de zwarte antropoloog Michael Blakey en zijn team aan de Howard University.
Op 19 april 1993 werd de plek tot National Historic Landmark benoemd.
Na een ontwerpwedstrijd waarin 61 verschillende voorstellen werden ingediend, werd in juni 2004 het winnende ontwerp voor een monument gekozen. Het werd ingewijd op 5 oktober 2007. Op 27 februari 2006 tekende president George W. Bush een besluit dat het als het 123e Nationaal monument aanwees.  Het African Burial Ground National Monument werd de 390e eenheid van het National Park System. Als onderdeel van de inwijdingsceremonie werd de straatnaam van dit deel van Elk Street veranderd in African Burial Ground Way.
In het kantoorgebouw is sinds 2010 aan Broadway een bezoekerscentrum waar tentoonstellingen en culturele evenementen plaatsvinden.